# Serie A 1983-1984 (pallamano maschile)
La Serie A 1983-1984 è stata la 15ª edizione del torneo di primo livello del campionato italiano di pallamano maschile. Esso venne organizzato dalla Federazione Italiana Giuoco Handball.
Il torneo fu vinto dall'Handball Scafati per la 1ª volta nella sua storia. A retrocedere in serie B furono la Pallamano Rimini, l'Ortigia Siracusa e il Cassano Magnago Handball Club.

## Formula del torneo
Il torneo fu diviso in più fasi e più precisamente:
- Prima fase: le squadre furono ripartite in due gironi da otto squadre ciascuno su base territoriale (girone nord e sud). Le prime quattro classificate di ogni girone si qualificarono ai play off scudetto, le ultime quattro furono relegate ai play out salvezza.
- Play off scudetto: le 8 squadre qualificate disputatarono i play off con la formula dell'eliminazione diretta; la vincitrice fu proclamata campione d'Italia.
- Play out salvezza: le 8 squadre qualificate disputatarono i play out con la formula dell'eliminazione diretta; le squadre classificate al 14º, 15º e 16º posto furono retrocesse in serie B.

## Girone Nord

### Squadre partecipanti
| Città                | Club                          | Palasport | Sponsor        | Stagione precedente     |
| -------------------- | ----------------------------- | --------- | -------------- | ----------------------- |
| Bologna              | Handball Club Bologna 1969    |           | Jomsa          | 9ª in Serie A 1982-1983 |
| Bolzano              | Südtiroler Sportverein Bozen  |           | Loacker        | Serie B 1982-1983       |
| Bressanone (BZ)      | Südtiroler Sportverein Brixen |           | Birra Forst    | 3ª in Serie A 1982-1983 |
| Cassano Magnago (VA) | Cassano Magnago H.C.          |           |                | 5ª in Serie A 1982-1983 |
| Rimini               | Pallamano Rimini              |           | System Service | 8ª in Serie A 1982-1983 |
| Rovereto (TN)        | Handball Club Rovereto        |           |                | 7ª in Serie A 1982-1983 |
| Rubiera (RE)         | Pallamano Rubiera             |           | Cottodomus     | Serie B 1982-1983       |
| Trieste              | Pallamano Trieste             |           | Cividin        | Campione d'Italia       |

### Classifica stagione regolare
|  | Pos. | Squadra          | Pt | G  | V  | N | S  | GF  | GS  | D    | Note                                       |
|  | ---- | ---------------- | -- | -- | -- | - | -- | --- | --- | ---- | ------------------------------------------ |
|  | 1.   | Rovereto         | 26 | 14 | 12 | 2 | 0  | 366 | 263 | +103 |                                            |
|  | 2.   | Trieste          | 24 | 14 | 11 | 2 | 1  | 414 | 301 | +113 | Qualificato alla Coppa delle Coppe 1984-85 |
|  | 3.   | Brixen           | 18 | 14 | 8  | 2 | 4  | 307 | 298 | +9   |                                            |
|  | 4.   | Bologna 1969     | 14 | 14 | 6  | 2 | 6  | 316 | 317 | -1   |                                            |
|  | 5.   | Rubiera          | 12 | 14 | 5  | 2 | 7  | 313 | 330 | -17  |                                            |
|  | 6.   | Pallamano Rimini | 8  | 14 | 4  | 0 | 10 | 332 | 370 | -38  | Retrocesso in Serie B 1984-85              |
|  | 7.   | Bozen            | 7  | 14 | 2  | 3 | 9  | 300 | 355 | -55  |                                            |
|  | 8.   | Cassano Magnago  | 3  | 14 | 1  | 1 | 12 | 266 | 380 | -114 | Retrocesso in Serie B 1984-85              |

## Girone Sud

### Squadre partecipanti
| Città           | Club                     | Palasport | Sponsor     | Stagione precedente     |
| --------------- | ------------------------ | --------- | ----------- | ----------------------- |
| Conversano (BA) | Handball Club Conversano |           | Telenorba   | Serie B 1982-1983       |
| Frascati (RM)   | I.T.I.S. Enrico Fermi    |           |             | Serie B 1982-1983       |
| Gaeta (LT)      | Sporting Club Gaeta      |           | Acqua Fabia | 6ª in Serie A 1982-1983 |
| Imola (BO)      | Handball Club Imola 1973 |           | Filomarket  | Serie B 1982-1983       |
| Orvieto (TR)    | Centro Sportivo Esercito |           |             | Serie B 1982-1983       |
| Scafati (SA)    | Handball Scafati         |           | Cierre      | 4ª in Serie A 1982-1983 |
| Siracusa        | Ortigia Siracusa         |           |             | Serie B 1982-1983       |
| Teramo          | Teramo Handball          |           | Wampum      | 2ª in Serie A 1982-1983 |

### Classifica stagione regolare
|  | Pos. | Squadra                 | Pt | G  | V | N | S  | GF  | GS  | D    | Note                                        |
|  | ---- | ----------------------- | -- | -- | - | - | -- | --- | --- | ---- | ------------------------------------------- |
|  | 1.   | Conversano              | 20 | 14 | 9 | 2 | 3  | 416 | 382 | +34  |                                             |
|  | 2.   | Scafati                 | 19 | 14 | 9 | 1 | 4  | 390 | 311 | +79  | Qualificato alla Coppa dei Campioni 1984-85 |
|  | 3.   | Esercito Orvieto        | 19 | 14 | 9 | 1 | 4  | 383 | 326 | +57  |                                             |
|  | 4.   | Teramo                  | 18 | 14 | 9 | 0 | 5  | 392 | 375 | +17  |                                             |
|  | 5.   | Ortigia                 | 14 | 14 | 6 | 2 | 6  | 359 | 369 | -10  | Retrocesso in Serie B 1984-85               |
|  | 6.   | Imola                   | 13 | 14 | 6 | 1 | 7  | 379 | 403 | -24  |                                             |
|  | 7.   | Gaeta                   | 7  | 14 | 2 | 3 | 9  | 323 | 359 | -36  |                                             |
|  | 8.   | I.T.I.S. Fermi Frascati | 2  | 14 | 1 | 0 | 13 | 287 | 404 | -117 |                                             |

## Play off scudetto

### Tabellone principale
|  | Quarti di finale | Quarti di finale | Quarti di finale | Quarti di finale | Quarti di finale |  |  | Semifinali | Semifinali | Semifinali | Semifinali | Semifinali |    |    | Finale | Finale  | Finale | Finale | Finale |  |
|  |                  |                  |                  |                  |                  |  |  |            |            |            |            |            |    |    |        |         |        |        |        |  |
|  | 1A               | Rovereto         | Rovereto         | 27               | 29               |  |  |            |            |            |            |            |    |    |        |         |        |        |        |  |
|  | 4B               | Esercito Orvieto | Esercito Orvieto | 19               | 14               |  |  | 1A         | Rovereto   | Rovereto   | 21         | 21         |    |    |        |         |        |        |        |  |
|  | 2B               | Scafati          | Scafati          | 28               | 36               |  |  | 2B         | Scafati    | Scafati    | 21         | 26         |    |    |        |         |        |        |        |  |
|  | 4A               | Bologna 1969     | Bologna 1969     | 25               | 27               |  |  |            |            |            |            |            |    |    | 2B     | Scafati | 23     | 13     | 26     |  |
|  | 1B               | Conversano       | 23               | 24               | 21               |  |  |            |            | 2A         | Trieste    | 20         | 24 | 19 |        |         |        |        |        |  |
|  | 3A               | Brixen           | 31               | 22               | 31               |  |  | 3A         | Brixen     | 17         | 24         | 13         |    |    |        |         |        |        |        |  |
|  | 2A               | Trieste          | Trieste          | 40               | 45               |  |  | 2A         | Trieste    | 42         | 23         | 27         |    |    |        |         |        |        |        |  |
|  | 4B               | Teramo           | Teramo           | 20               | 24               |  |  |            |            |            |            |            |    |    |        |         |        |        |        |  |

### Risultati

#### Quarti di finale
| Squadra 1        | Squadra 2  | Gara 1     | Gara 2     | Gara 3     |
| ---------------- | ---------- | ---------- | ---------- | ---------- |
| Esercito Orvieto | Rovereto   | Orvieto    | Rovereto   |            |
| Esercito Orvieto | Rovereto   | 19 - 27    | 14 - 29    |            |
| Bologna 1969     | Scafati    | Bologna    | Scafati    |            |
| Bologna 1969     | Scafati    | 25 - 28    | 27 - 36    |            |
| Brixen           | Conversano | Bressanone | Conversano | Bressanone |
| Brixen           | Conversano | 31 - 23    | 22 - 24    | 31 - 21    |
| Teramo           | Trieste    | Teramo     | Trieste    |            |
| Teramo           | Trieste    | 20 - 40    | 24 - 45    |            |

#### Semifinali 1º/4º posto
| Squadra 1 | Squadra 2 | Gara 1   | Gara 2     | Gara 3  |
| --------- | --------- | -------- | ---------- | ------- |
| Trieste   | Brixen    | Trieste  | Bressanone | Trieste |
| Trieste   | Brixen    | 42 - 17  | 23 - 24    | 27 - 13 |
| Rovereto  | Scafati   | Rovereto | Scafati    |         |
| Rovereto  | Scafati   | 21 - 21  | 21 - 26    |         |

#### Semifinali 5º/8º posto
| Squadra 1    | Squadra 2        | Gara 1     | Gara 2  | Gara 3 |
| ------------ | ---------------- | ---------- | ------- | ------ |
| Conversano   | Teramo           | Conversano | Teramo  |        |
| Conversano   | Teramo           | 41 - 31    | 26 - 24 |        |
| Bologna 1969 | Esercito Orvieto | Bologna    | Orvieto |        |
| Bologna 1969 | Esercito Orvieto | 19 - 30    | 17 - 22 |        |

#### Finale 1º/2º posto
| Squadra 1 | Squadra 2 | Gara 1  | Gara 2  | Gara 3  |
| --------- | --------- | ------- | ------- | ------- |
| Scafati   | Trieste   | Scafati | Trieste | Scafati |
| Scafati   | Trieste   | 23 - 20 | 13 - 24 | 26 - 19 |

#### Finale 3º/4º posto
| Squadra 1 | Squadra 2 | Gara 1     | Gara 2   | Gara 3 |
| --------- | --------- | ---------- | -------- | ------ |
| Brixen    | Rovereto  | Bressanone | Rovereto |        |
| Brixen    | Rovereto  | 28 - 23    | 29 - 19  |        |

#### Finale 5º/6º posto
| Squadra 1        | Squadra 2  | Gara 1  | Gara 2     | Gara 3 |
| ---------------- | ---------- | ------- | ---------- | ------ |
| Esercito Orvieto | Conversano | Orvieto | Conversano |        |
| Esercito Orvieto | Conversano | 36 - 35 | 35 - 32    |        |

#### Finale 7º/8º posto
| Squadra 1 | Squadra 2    | Gara 1  | Gara 2  | Gara 3 |
| --------- | ------------ | ------- | ------- | ------ |
| Teramo    | Bologna 1969 | Teramo  | Bologna |        |
| Teramo    | Bologna 1969 | 33 - 35 | 40 - 46 |        |

## Play-out

### Tabellone principale
|  | Quarti di finale | Quarti di finale        | Quarti di finale | Quarti di finale | Quarti di finale |  |  | Semifinali | Semifinali              | Semifinali              | Semifinali | Semifinali |    |    | Finale | Finale | Finale | Finale | Finale |  |
|  |                  |                         |                  |                  |                  |  |  |            |                         |                         |            |            |    |    |        |        |        |        |        |  |
|  | 7A               | Bozen                   | 26               | 25               | 27               |  |  |            |                         |                         |            |            |    |    |        |        |        |        |        |  |
|  | 5B               | Ortigia                 | 24               | 31               | 23               |  |  | 7A         | Bozen                   | Bozen                   | 39         | 34         |    |    |        |        |        |        |        |  |
|  | 6A               | Pallamano Rimini        | 24               | 38               | 20               |  |  | 8B         | I.T.I.S. Fermi Frascati | I.T.I.S. Fermi Frascati | 28         | 34         |    |    |        |        |        |        |        |  |
|  | 8B               | I.T.I.S. Fermi Frascati | 28               | 28               | 23               |  |  |            |                         |                         |            |            |    |    | 7A     | Bozen  | Bozen  | 26     | 23     |  |
|  | 6B               | Imola                   | Imola            | 35               | 32               |  |  |            |                         | 6B                      | Imola      | Imola      | 30 | 33 |        |        |        |        |        |  |
|  | 8A               | Cassano Magnago         | Cassano Magnago  | 33               | 25               |  |  | 6B         | Imola                   | 27                      | 28         | 51         |    |    |        |        |        |        |        |  |
|  | 7B               | Gaeta                   | Gaeta            | 18               | 21               |  |  | 7B         | Gaeta                   | 25                      | 39         | 35         |    |    |        |        |        |        |        |  |
|  | 5A               | Rubiera                 | Rubiera          | 17               | 21               |  |  |            |                         |                         |            |            |    |    |        |        |        |        |        |  |

### Risultati

#### Quarti di finale
| Squadra 1               | Squadra 2        | Gara 1          | Gara 2   | Gara 3  |
| ----------------------- | ---------------- | --------------- | -------- | ------- |
| Bozen                   | Ortigia          | Bolzano         | Siracusa | Bolzano |
| Bozen                   | Ortigia          | 26 - 24         | 25 - 31  | 27 - 23 |
| I.T.I.S. Fermi Frascati | Pallamano Rimini | Roma            | Rimini   | Roma    |
| I.T.I.S. Fermi Frascati | Pallamano Rimini | 28 - 24         | 28 - 38  | 23 - 20 |
| Cassano Magnago         | Imola            | Cassano Magnago | Imola    |         |
| Cassano Magnago         | Imola            | 33 - 35         | 25 - 31  |         |
| Gaeta                   | Rubiera          | Gaeta           | Rubiera  |         |
| Gaeta                   | Rubiera          | 18 - 17         | 21 - 21  |         |

#### Semifinali 9º/12º posto
| Squadra 1 | Squadra 2               | Gara 1  | Gara 2  | Gara 3  |
| --------- | ----------------------- | ------- | ------- | ------- |
| Bozen     | I.T.I.S. Fermi Frascati | Bolzano | Roma    |         |
| Bozen     | I.T.I.S. Fermi Frascati | 39 - 28 | 34 - 34 |         |
| Imola     | Gaeta                   | Imola   | Gaeta   | Imola   |
| Imola     | Gaeta                   | 27 - 25 | 28 - 39 | 51 - 35 |

#### Semifinali 13º/16º posto
| Squadra 1        | Squadra 2       | Gara 1  | Gara 2          | Gara 3 |
| ---------------- | --------------- | ------- | --------------- | ------ |
| Pallamano Rimini | Ortigia         | Rimini  | Siracusa        |        |
| Pallamano Rimini | Ortigia         | 25 - 24 | 31 - 31         |        |
| Rubiera          | Cassano Magnago | Rubiera | Cassano Magnago |        |
| Rubiera          | Cassano Magnago | 40 - 32 | 27 - 27         |        |

#### Finale 9º/10º posto
| Squadra 1 | Squadra 2 | Gara 1  | Gara 2  | Gara 3  |
| --------- | --------- | ------- | ------- | ------- |
| Bozen     | Imola     | Bolzano | Imola   | Bolzano |
| Bozen     | Imola     | 26 - 30 | 23 - 33 |         |

#### Finale 11º/12º posto
| Squadra 1 | Squadra 2               | Gara 1  | Gara 2  | Gara 3 |
| --------- | ----------------------- | ------- | ------- | ------ |
| Gaeta     | I.T.I.S. Fermi Frascati | Gaeta   | Roma    |        |
| Gaeta     | I.T.I.S. Fermi Frascati | 40 - 33 | 28 - 27 |        |

#### Finale 13º/14º posto
| Squadra 1 | Squadra 2        | Gara 1  | Gara 2  | Gara 3  |
| --------- | ---------------- | ------- | ------- | ------- |
| Rubiera   | Pallamano Rimini | Rubiera | Rimini  | Rubiera |
| Rubiera   | Pallamano Rimini | 30 - 28 | 21 - 22 | 32 - 30 |

#### Finale 15º/16º posto
| Squadra 1 | Squadra 2       | Gara 1   | Gara 2          | Gara 3 |
| --------- | --------------- | -------- | --------------- | ------ |
| Ortigia   | Cassano Magnago | Siracusa | Cassano Magnago |        |
| Ortigia   | Cassano Magnago | 52 - 27  | 29 - 23         |        |

## Campioni
| Campione d'Italia 1983-1984     |
| ------------------------------- |
| Handball Club Scafati 1º titolo |